# تيروكي كوروب
تيروكي كوروب مواليد 6 مارس 1978 في توكوشيما، اليابان، هو لاعب كرة قدم ياباني. يلعب كمهاجم.

## المسيرة الاحترافية

### أندية لعب لها
- نادي كيوتو سانغا
- سيريزو أوساكا
- أوراوا رد دايموندز
- جيف يونايتد إيتشيهارا تشيبا
- أفيسبا فوكوكا

## روابط خارجية
- تيروكي كوروب على موقع رابطة كرة القدم اليابانية للمحترفين (اليابانية)
- تيروكي كوروب على موقع قاعدة بيانات كرة القدم.إي يو (الإنجليزية)
- تيروكي كوروب على موقع ناشيونال فوتبول تيمز (الإنجليزية)
- تيروكي كوروب على موقع Soccerway.com (الإنجليزية)
- تيروكي كوروب على موقع عالم كرة القدم.نت (الإنجليزية)
- تيروكي كوروب على فرق كرة القدم الوطنية.كوم